# Relations entre la Colombie et l'Union européenne
Les relations entre la Colombie et l’Union européenne s'appuient sur la politique européenne de coopération économique et d'aide au développement.

## Coopération politique
Le dialogue politique entre les deux ensembles est régi par la déclaration de Rome de 1996 et  un protocole d'accord de 2009. Au niveau régional, le dialogue est institutionnalisé au travers de la Communauté andine des Nations.

## Commerce
Un accord de libre-échange entre la Colombie, le Pérou et l'Union a été signé en 2011.

## Soutien en matière de sécurité
L'UE soutient aussi la Colombie dans la gestion de ses conflits armés intérieurs.

## Sources

## Compléments